# سیارک ۲۸۰۴
سیارک ۲۸۰۴ (به انگلیسی: 2804 Yrjo، نامگذاری:1941HF) دو هزار و هشتصد و چهارمین سیارک کشف شده‌است که در ۱۹ آوریل ۱۹۴۱ کشف شد.
قدر مطلق سیارک برابر ۱۱٫۷۰ است.